# Псевдокод
Псевдокод — це неформальний запис алгоритму, який використовує структуру поширених мов програмування, але нехтує деталями коду, несуттєвими для розуміння алгоритму (опис типів, виклик підпрограм тощо). Мова програмування доповнюється природною мовою, компактними математичними позначеннями. Псевдокод є зрозумілішим, ніж програми, формою запису алгоритмів.
Не існує формальних правил написання псевдокоду.